# 海伦·厄珀顿
海伦·厄珀顿（英語：Helen Upperton，1979年10月31日—），加拿大女子雪车运动员。她曾代表加拿大参加2006年和2010年冬季奥林匹克运动会雪车比赛，其中2010年冬季奥运会获得一枚银牌。